# Raymond Island
Raymond Island (in lingua aborigena Bunjil-baul) è un'isola situata all'interno dei Gippsland Lakes, 18 km a sud-est della cittadina di Bairnsdale, nello stato di Victoria, in Australia. Appartiene alla contea di East Gippsland. Aveva 479 abitanti al censimento del 2006.
L'isola è conosciuta per la sua grande popolazione di koala, originariamente introdotti nell'isola nel 1953, e per il Raymond Island Ferry, un traghetto a catena che collega l'isola a Paynesville sulla terraferma.

## Geografia
Raymond Island misura circa 6 km in lunghezza e 2 km in larghezza; ha una superficie di 25,4 km² e un'altezza massima di 7,2 m.

## Toponimo
L'isola prende il nome da William Odell Raymond, pioniere, che si stabilì nel Gippsland negli anni Quaranta del XIX secolo.